# Ashby (Minnesota)
Ashby é uma cidade localizada no estado americano de Minnesota, no Condado de Grant.

## Demografia
Segundo o censo americano de 2000, a sua população era de 472 habitantes. 
Em 2006, foi estimada uma população de 456, um decréscimo de 16 (-3.4%).

## Geografia
De acordo com o United States Census Bureau tem uma área de 
1,5 km², dos quais 1,4 km² cobertos por terra e 0,1 km² cobertos por água. Ashby localiza-se a aproximadamente 1173 m acima do nível do mar.

## Localidades na vizinhança
O diagrama seguinte representa as localidades num raio de 24 km ao redor de Ashby. 